# Thập niên 1600
Thập niên 1600 là thập niên diễn ra từ năm 1600 đến 1609.

## Khoa học
Có nhiều công trình khoa học và phát minh khoa học. Hans Lippershey phát minh ra kính viễn vọng năm 1608, loại kính này được Galileo sử dụng vào năm sau đó. Báo Avisa Relation oder Zeitung được xuất bản ở Augsburg. Cornelius Drebbel phát minh ra thermostat năm 1609.

## Văn hóa đại chúng

### Văn học và nghệ thuật
- 1602 – Vở kịch đầu tiên Hamlet được công diễn.